# Кімс-Каньйон
Кімс-Каньйон (англ. Keams Canyon) — переписна місцевість (CDP) в США, в окрузі Навахо штату Аризона. Населення — 265 осіб (2020).

## Географія
Кімс-Каньйон розташований за координатами 35°49′1″ пн. ш. 110°12′0″ зх. д. / 35.81694° пн. ш. 110.20000° зх. д. (35.816972, -110.199991).  За даними Бюро перепису населення США в 2010 році переписна місцевість мала площу 43,12 км², з яких 43,07 км² — суходіл та 0,05 км² — водойми.

## Демографія
Згідно з переписом 2010 року, у переписній місцевості мешкали 304 особи в 104 домогосподарствах у складі 70 родин. Густота населення становила 7 осіб/км².  Було 142 помешкання (3/км²).
Расовий склад населення:
| - 88,8 % — корінних американців - 7,9 % — білих - 0,3 % — чорних або афроамериканців - 0,3 % — азіатів |

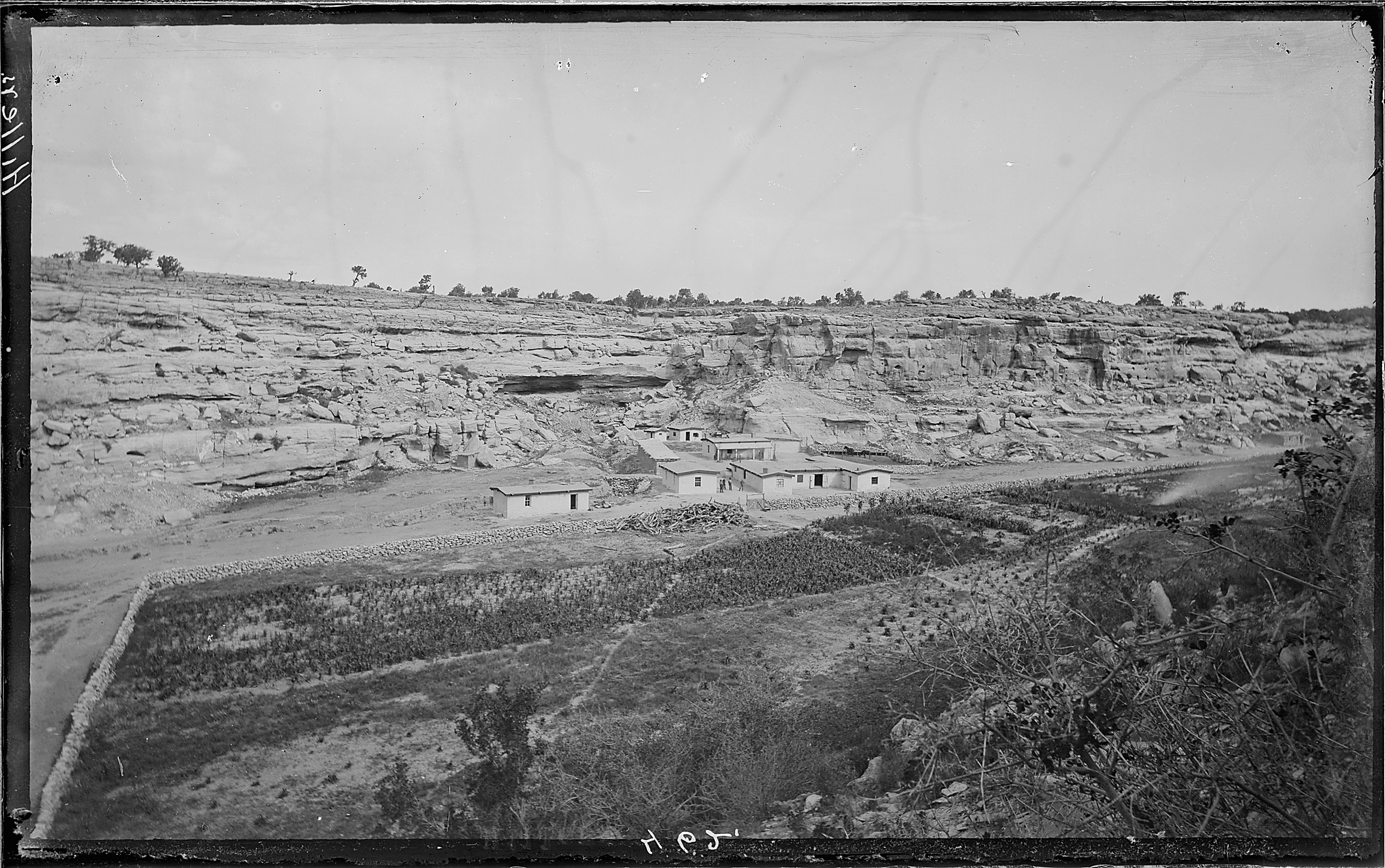
Кімс-Каньйон близько 1880

До двох чи більше рас належало 2,6 %. Частка іспаномовних становила 3,6 % від усіх жителів.
За віковим діапазоном населення розподілялося таким чином: 30,9 % — особи молодші 18 років, 58,6 % — особи у віці 18—64 років, 10,5 % — особи у віці 65 років та старші. Медіана віку мешканця становила 35,5 року. На 100 осіб жіночої статі у переписній місцевості припадало 93,6 чоловіків;  на 100 жінок у віці від 18 років та старших — 79,5 чоловіків також старших 18 років.
За межею бідності перебувало 21,7 % осіб, у тому числі 0,0 % дітей у віці до 18 років та 9,1 % осіб у віці 65 років та старших.
Цивільне працевлаштоване населення становило 43 особи. Основні галузі зайнятості: освіта, охорона здоров'я та соціальна допомога — 81,4 %, публічна адміністрація — 18,6 %.